# Quận Fremont, Colorado
Quận Fremont là một quận thuộc tiểu bang Colorado, Hoa Kỳ.
Quận này được đặt tên theo John C. Frémont. Theo điều tra dân số của Cục điều tra dân số Hoa Kỳ năm 2010, quận có dân số 46824 người. Quận lỵ đóng ở Cañon City.

## Địa lý
Theo Cục điều tra dân số Hoa Kỳ, quận có diện tích 3973 km2, trong đó có 2 km2 là diện tích mặt nước.